# 山本シュウ

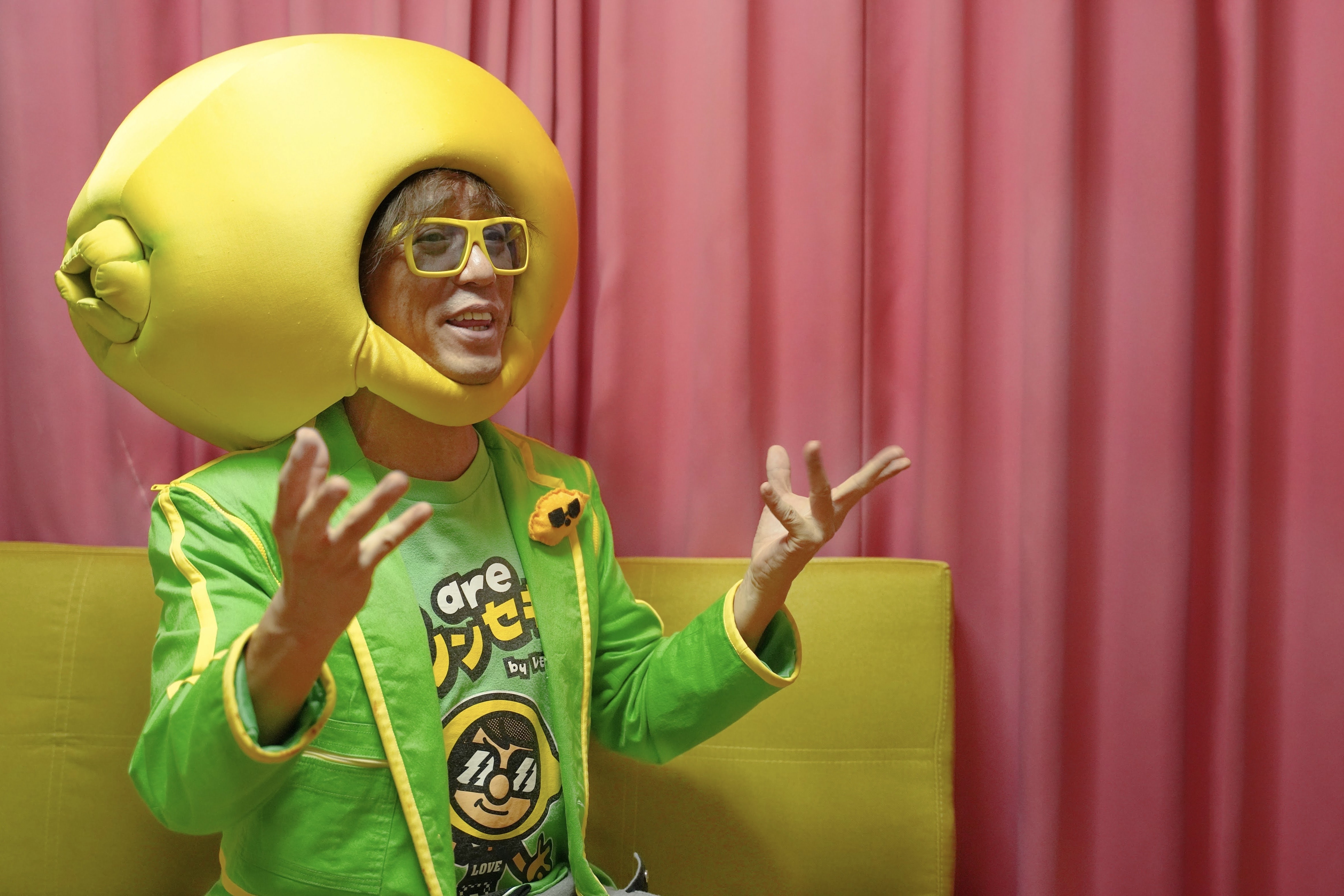
2020年4月撮影

山本 シュウ（やまもと しゅう、1964年〈昭和39年〉4月24日 - ）は、大阪府門真市出身のラジオDJ、テレビ番組の司会、スポーツメンタルコーチ、大学講師、トーク塾講師、声優、俳優、ナレーター。レモンさんの名義で活動することも多い。
現在は東京都在住。身長171cm、体重60kg。血液型はA型。
『一般社団法人オセッカイダー代表。元アミューズ所属。

## 来歴・人物
- 『一般社団法人オセッカイダー』代表。活動目的は、一人でも多くの人が『一秒でもハッピーに！』。

- TBSラジオの『全国こども電話相談室・リアル!』、ニッポン放送の『オールナイトニッポン2部』（現『オールナイトニッポン0(ZERO)』）、NHK Eテレの『きらっといきる』→『バリバラ』、ニコニコ動画の『ミュージックボンバー』、TOKYO FMの『エモーショナル・ビート』、FM OSAKAなどのレギュラー番組に多数出演。

- 長屋育ちの文化の中で生まれた合言葉は、「We are シンセキ!」。

- 教育関係にも造詣が深く、大阪大学の教職論を教える非常勤講師も長年務めている。

- 自らの子供が通う小学校で、大きなレモンの被り物をし、「レモンさん」というキャラクターで、PTA会長を5年間務めた。その後もPTA顧問を続けた。
- その活動を収めた書籍『レモンさんのPTA爆談』（小学館）と、

子育てについての書籍『レモンさんの子育てビタミン標語』（小学館）、2024年には漫画の解説がわかりやすくて面白いと大好評の『オバちゃんオジさんがキレやすいのは 昭和のICチップのせいだから:レモンさん流怒りのコントロール術』が出版された。なお、どの書籍も著作印税は、子どもたちのための活動を中心に、全額寄付されている。
- 1990年から3年間ニューヨークに留学していた経歴を持ち、グリーンカードも一時持つ。

- 帰国後、個人的にAIDSの啓発を行っていた。その後、日本全体のHIV、AIDSの啓発のためのイベントを、厚生労働省主催による『RED RIBBON LIVE』の総合プロデューサーとして長年務めている。この啓発イベントは、山本シュウ本人が声をかけたGLAYのTERUやTAKURO、Mr.Childrenの桜井和寿、小田和正、アンジェラ・アキ、絢香、加藤ミリヤ、一青窈、Skoop On SomebodyのTAKE、湘南乃風の若旦那、ケツメイシのRyo、YANAGIMANなどの協力のもと、立ち上げられた。

特に、GLAYのTERUは毎年欠かさず、例えスケジュールが合わなくとも、ビデオメッセージなど、いろんな形で参加している上に、啓発グッズの手首につける「レッドリボンバンド」も、必ず身につけている。
- 2008年10月より、JRN系で放送の看板長寿番組『全国こども電話相談室』（TBSラジオ）の新装番組『全国こども電話相談室・リアル!』（TBSラジオ）のパーソナリティに大抜擢され、数多くの子どもたちのお悩みに、真剣に耳を傾け、ときには直接会いにも出向き続けた。

- また、2009年9月から、日本赤十字社の「はたちの献血」を含む献血推進キャンペーン『LOVE in Actionプロジェクト』のプロジェクトリーダーを務め、ラジオ番組『Love in Action』（FM OSAKA）でパーソナリティを務めている[2]

- 2011年3月11日 『東日本大震災』発災直後から、”We are シンセキ！”（全国にいるレモンさんの仲間）と、全国のラジオ局の協力の下、被災地にいち早くラジオと、電池と、ライト、その他の支援物資を届ける、災害支援プロジェクト『ラジオバトンプロジェクト』を立ち上げ、岩手県・宮城県・福島県を何度も訪れた。特に福島県相馬市のある地域には、コミュニティーづくりのために「クリスマス＆カラオケ大会」と言うイベントを何度も開催した。また、災害公営住宅での新たなコミュニティづくりの一助になればと、カラオケ機材の提供を約10年間続けた[3]。

- 2016年4月14日 『熊本地震』発災直後から、東日本大震災の時と同じく、『ラジオバトンプロジェクト』を立ち上げ、熊本県、大分県に災害支援のため、繰り返し訪れた[4]。

- 2016年からは、『スポーツメンタルコーチ』のプロとしても活動をしており、これまでプロのスポーツ選手や、オリンピック、パラリンピックなどのトップアスリートから、アマチュアや、学生の部活、小学生のチームなどにも、メンタルコーチングをしている。特に、バレーボールのパナソニック・パンサーズのゴリこと清水邦広選手が出版した『不屈 挫折をバネに飛ぶ男』（KADOKAWA）の中でも、2度連続の大怪我で苦しんでいた時期に出会ったレモンさんとのエピソードに触れられている。また、プロ野球リーグ3連覇を果たしたオリックス・バファローズの田口壮コーチとも交流があり、またパラリンピック６大会連続出場の走高跳の鈴木徹選手は、2017年、「世界パラ陸上競技選手権大会」直前に、レモンさんと出会い、コーチングを受け、自身初、悲願の世界大会で銅メダルを獲得した。

- スポーツ界に限らず、パワハラの問題を解決すべく、これからの時代に合った『主体性』を育む『指導の仕方』や『子育て』、『人材教育』の具体的な情報を届けるために、コロナ以前より、レモンさん自ら日本全国で会場をおさえ、キャンピングカーを運転し、【スポーツ・メンタル・コーチング勉強会】を開催するためにキャラバンを続けている。その甲斐あって2024年頃からは、その活動を応援する全国の仲間が開催を手伝ってくれるようになったと、自身のYouTubeチャンネルなどで話している。

- 2018年「平成30年7月豪雨＝西日本豪雨」この年のこの時期に『スポーツ・メンタル・コーチング勉強会』開催のため、全国を車でキャラバン中だったレモンさんとその仲間たちは、急遽スケジュールを変更し、災害支援ボランティアをするために、広島県や、岡山県、岐阜県などに入り、また、現地の仲間のラジオマンと共に、その現状をメディアを通じて伝えた[5]。

- 2020年、新型コロナウイルス感染症が日本に来たことで、「これから人と人との直接的なコミュニケーションがままならなくなる」と察したレモンさんは、直ぐに仲間と共に、4月からオンライン上でのコミュニケーションができる場所、繋がれる場所、発信できる場所として、レモンさんが局長、兼パーソナリティーを務める、オンラインサロン上での仮想のラジオ局【ビタミンラジオ局】と、更に同年10月全国の子どもたちや、その親御さんたちに向けたYouTubeの相談番組【全国こどもYouTube相談チャンネル】を立ち上げた。その後2024年4月からは【オセッカイダーch(チャンネル)】とタイトルを新しくし、引き続き相談も受け付けながら、『お節快』な内容を拡大して配信を続けている。これらは共に、孤立してしまう人が一人でも減ってほしいという『お節快』な思いだったと各メディアで伝えている。

- 2023年（令和5年3月）京都の浄土真宗本願寺より、親鸞聖人御誕生850年、立教開宗800年の慶讃法要にて、全国から参加された約500人（オンライン含む）の僧侶たちを前にした講演会の依頼を受け、大好評の末、今もその際に出会った僧侶さんたちとの交流が続き、日本各地でレモンさんの『お節活』を応援して下さっている。

- 2023年6月『一般社団法人オセッカイダー』を設立し、その代表となった。

- 2024年1月1日『能登半島地震』が起こり、石川県七尾市に住む”We are シンセキ！”（レモンさんの全国にいる仲間のこと）の安否確認をし、2日から『能登半島地震災害支援プロジェクト』を立ち上げ、現地と連携しながら、ラジオと支援物資を届ける災害支援活動をスタートさせた。

- 2024年2月17日と18日の2日間、現地の仲間から「レモンさん、支援物資の次は”元気”を届けに来て欲しい！」と言う事で、心の支援物資”元氣”を配るためのに、石川県七尾市 災害支援イベント『そくさい祭』～元氣フェスティバル～　を、一緒に立ち上げ、芸能事務所「ホリプロコム」協力のもと、ホリ（ものまねタレント）・河口こうへい（金沢出身のものまねタレント）・加賀山紋（金沢在住の民謡歌手）・的場絢香（金沢出身フリーアナウンサー）・平見夕紀（七尾市在住のフリーアナウンサー）・松尾祐介（スーパートレーナー）らとともに、七尾市立山王小学校（限定イベント）と、能登歴史公園（オープンイベント）にて、キッチンカーや、炊き出しブース、ハンドマッサージや相談ブースなどと一緒に開催した。イベント中も、イベント後も、多くの笑顔の中、「やっと笑えた」「やっと泣くことが出来た」と言う声を沢山聞き、現地の仲間たちも「”元氣”が届けられてよかった」と喜んでくれたと報告した。

- 2024年4月21日 石川県輪島市の、被災直後から一日も休まず営業を続ける「もとやスーパー」との共同で、災害支援イベント『そくさい祭』をスーパーの駐車場で、多くの炊き出しブースやイベントブースと共に開催した。出演は、芸能事務所「ホリプロコム」の、河口こうへい（金沢出身のものまねタレント）・ジャッキーちゃん（ものまねタレント）・きのこちゃん（ものまねタレント）・中川奈美（歌手：鬼滅の刃「竈門炭次郎のうた」「竈門禰豆子のうた」・ナレーター・声優）・南早苗（FM石川パーソナリティー）※4月20日には、別の主催者イベントに応援参加した時には、大久保佳代子（お笑いタレント）もかけつけた。

- 2024年10月14日 石川県七尾市の能登歴史公園にて、今度は七尾市のレモンさんのお仲間さんの主催で、『そくさい祭』が開催された。

- 2025年4月　パラアスリートの鈴木徹が、2028年『ロス・パラリンピック』に向けて、パラ陸上の強化委員長（選手から強化委員長が選出されたのは初）として大抜擢されてすぐに、レモンさんに「パラ陸上強化選手たちのメンタルコーチをお願いしたい」と連絡が入り、快諾したと、自身が局長を務めるという”ビタミンラジオ局”https://vitamin-radio.com/(オンラインサロン上の仮想のラジオ局)で報告していた。

- 2025年4月　北品川にあるお寺『春雨寺』（しゅんぬじ）通称「はるさめでら」にて、「自分の悩みや、家庭内の悩みを、一人で抱え込まないで欲しい」「一人でも多くの人が、心の中の荷物を下ろせる場所を作りたい」「これからの時代はますますコミュニティーの時代！」と言う思いで、あらたな「オセッカイダー」の活動として、【レモンさんの”ご縁日”『レモンSunday』】と言う啓発イベントを立ち上げ、4月27日（日）に初開催された。内容は、お寺だけに、【レモンさんの”ビタミン放話”】と言うお話がある。これはいわゆるお坊さんがする「法話」ではなく、もめごとや、お悩みが小さくなり、元気になるようなお話をする、「ビタミンを放出する！」と言う意味合いでの「放話」というネーミング。そして特徴的なものとして、その「放話」の後に、約30名限定で、レモンさんに直接お悩みや、課題を話せたり、それを参加者の皆さんとともに、「メニュー出し」として一緒に解決にむけてのヒントをみんなで考えるという、”We are シンセキ！”が合言葉のレモンさんらしい、まさにシンセキの家に来て、アットホームな空間の中で「お茶会」をすると言いうことです。

## エピソード
- カレー、ハンバーグ、スパゲッティなど、主に小学生の好きな食べ物が好物。その中でも、長屋で育った幼い頃より今も大好きで、「風邪も治る」と信じているレモンさんの“元気食”は、『お味噌汁かけご飯』に『梅干し』と、以前からラジオ番組で語っている。

- FM OSAKAで担当していた3番組が2011年6月をもって、突然終了した[6]。

- 初のレギュラー番組である『放送コードレス!山本シュウの激突!!テレファイト!』（ニッポン放送）の出演当時、グリーンカードの手続きのため渡米したロサンゼルスでロサンゼルス地震（ノースリッジ地震）に遭遇。地震の第一報がニッポン放送の『伊集院光のOh!デカナイト』で報じられ、心配されたがレモンさんは無事であった。

- キャリアはJ-PHONE東京で、「コール20」と呼ばれる20件までの有料留守番電話サービスに加入していた）。その携帯番号を全国ネットのラジオ番組で公開し、リスナーのお悩みに答えていた。

- 映画『BLUE FAKE』（監督:出馬康成、主演:有森也実）にて、準主役のラジオDJ役で映画初出演。本来のキャラクターとは真逆のシリアスな役を任されて戸惑ったと自身のラジオ番組などで語っていた。

- フジテレビ系ドラマ『踊る大捜査線』の最終回で、西麻布“ONE EYED JACK”というクラブのオーナー役「山本」で出演。

この時の裏エピソードとして、当初、番組で用意する予定だったのは黒色系のジャケットだったが、番組側のスタイリストの女性が、山本シュウのラジオ番組のファンだったので、真っ赤な派手なジャケットと両方を用意していた。山本シュウは、その気持ちが嬉しくて、ちょっと恥ずかしかったが、迷わず真っ赤なジャケットに変更したと、TOKYO FMの『エモーショナル・ビート』内に、ドラマを深掘りすると言う勝手に作った「踊る大捜査線を大捜査！」というコーナーで語っていた。またそのコーナー内にて、番組のリスナーだけに向けて、リスナーにしかわからない何らかの『サイン』を自身の演技の中に忍ばせると言うことで、その『サイン』を何にするかのリクエストを募り、最終的に「さりげなく首に手をかける」と決まり、実際に演技の中で実行し、それを見たリスナーはなぜかみんながテレビの前で、ストーリー以上に緊張しまくり、「本当にやっちゃってる！」と最終回を何倍も大興奮しながら見たと言う、リスナーとの間では、誰も知らない身内だけの逸話となっている。
- フジテレビ系ドラマ『電車男』の最終回で、タクシーの車内で聴こえていたラジオ番組のDJの声は、レモンさんだった。

裏のエピソードとして、この時の収録はテイク1、つまり「一発録り」だったと、トークライブで話していた。
- 『YOUは何しに日本へ?』（テレビ東京）で密着取材された、高野豆腐が好きなアメリカ人留学生の滞在先がたまたま山本シュウ宅であった。そのため、ガチで何も聞かされていなかった山本シュウが家に帰宅し、リビングに入ったら、突然カメラを向けられ、素で驚き戸惑っているのがそのまま放送された。しかし事情を聞いた山本シュウは、気持ちをスグに切り替え、その留学生のために、また、テレビ東京のためにも番組を盛り上げようと、夕食時には、レモンの被り物をかぶって改めて登場し、ディレクターをいじったりしながら番組を盛り上げた。その後、その回の放送の反響が多くあり、それから何度も再放送でその回が使われた。更には、某航空会社の機内放送用にも使われることとなった[7]と、自身のラジオ番組で裏エピソードを語っていた。

## 出演番組

### ラジオ番組

#### 過去
- 放送コードレス!山本シュウの激突!!テレファイト!（ニッポン放送、1993年10月 - 1994年3月）
  - 山本のラジオ初出演番組であり、放送媒体で初めてテレゴングを利用した番組として話題となった。
- J-POP SQUARE（FM-FUJI、1994年4月 - 1996年3月）
- 山本シュウのオールナイトニッポン（ニッポン放送、1994年4月 - 1995年3月）
- 独占!!Jリーグエキスプレス（ニッポン放送）
- J-POP20（FM-FUJI、1994年4月 - 1996年3月）
- CASTER Music Train（TOKYO FM、1995年4月 - 1996年3月）
- アフタヌーン・ブリーズ（TOKYO FM、1995年4月 - 1996年3月）
- Jay-Land SHUFFLE（FM OSAKA）
- エモーショナル・ビート（TOKYO FM、1996年4月 - 1998年3月）
- SATURDAY STORM（FM-FUJI、1998年4月 - 2008年3月）
- スーパーフライデー オールジャパンベスト20（TOKYO FM）
- MUSIC QUEST Mt.GROOVE|MUSIC QUEST Mt.GROOVE2000（TOKYO FM、2000年）
- MUSIC QUEST Mt.GROOVE2001（TOKYO FM、2001年）
- POWER NUTS（FM OSAKA）
- SHOO POWER REQUEST（FM OSAKA、2006年10月-2011年3月）
- SHOO POWER CAMP〜お悩み相談ラジオ（FM OSAKA、2006年10月-2011年6月)
- LOVE in Action（FM OSAKA制作、JFN系列全国ネット、2009年10月-2011年6月）
- SHOO POWERサタデー 〜Oh!ドラマティック　ラジオ!〜（FM OSAKA、2011年4月-6月)
- 全国こども電話相談室・リアル!（TBSラジオ、2008年10月 - 2015年3月29日）
- Love in Action（FM OSAKA制作、JFN系列全国ネット、2011年10月-2017年12月28日）

など

### テレビ番組

#### 現在
- バリバラ〜障害者情報バラエティー〜（NHK Eテレ、2012年4月 - 2025年3月）※進行役
- おんがくブラボー（NHK Eテレ、2015年10月7日 - ）※ブラボー役（声の出演）

#### 過去
- Music Park（日本テレビ、1995年4月 - 1998年3月）※司会 -  角田久美子（当時日本テレビアナウンサー）、辺見えみりと共演。
- アイドルハイスクール 芸能女学館（フジテレビ）※校長
- DAIBAッテキ!! 水曜日（フジテレビ、1998年10月 - 1999年3月）
- 金曜エンタテイメント「花嫁介添え人が行く」（フジテレビ）
- 踊る大捜査線（フジテレビ）
- えびす温泉（テレビ朝日、1994年10月 - 1996年2月）
- TOWER COUNTDOWN（テレビ東京、1996年10月 - 1998年3月）
- YWTV（テレビ神奈川）※司会
- オンガクのDNA（テレビ神奈川）※司会（本人の意向で降板）
- ニューBSヤングバトル全国大会（NHK-BS2、1995 - 1996年）※司会
- 生でGONG!X2（FIGHTING TV サムライ）※司会
- カートゥンKAT-TUN（日本テレビ）※ナレーター
- きらっといきる（NHK教育テレビ、2009年4月 - 2012年3月）※進行役
- tvk開局40周年記念 40時間特別番組「あすの地球と子どもたち〜PRAY FOR HAPPINESS」 （テレビ神奈川、2012年9月8日 - 9日）※第2部メインパーソナリティー

など

## その他の出演

### イベント
- '95 モーグルマスターズ決勝戦
- LIVE UFO'95/LIVE WORKS（代々木第二体育館）フットサル実況DJ
- LIVE UFO'96/LIVE WORKS（代々木第二体育館）フットサル実況DJ
- '96 Victoria ALL JAPAN BEST 20
- 大江千里のタワーレコード渋谷店インストアイベント（1996年）司会
1996年5月4日に大江のアルバム「SENRI HAPPY」リリース記念によるもの。トークショーと握手会を行った。ちなみに大江とは同郷である。「Music Park」「YWTV」にもゲストで駆けつけた。

その他イベント司会、DJ多数

### CMナレーション
- トヨタ ニューセリカ（ラジオCM）
- ホンダ DIO（ラジオCM）
- 映画「エース・ベンチュラ」（ラジオCM）
- シャープ MD（ラジオCM）
- 東芝DVD（ラジオCM）
- 資生堂 ヌーブ（テレビCM）
- LION 天使のヘアー（テレビCM）

ほか

### ゲーム
- VAMPIRE HOLMES×パックマン〜星屑の救世主〜（パックマン）[8]

## 著書
- 『レモンさんのPTA爆談』（2005年6月、小学館）Amazon
- 『PTA会長レモンさんの子育てビタミン標語』（2009年5月、小学館）Amazon

★ 『オバちゃんオジさんがキレやすいのは 昭和のICチップのせいだから: レモンさん流怒りのコントロール術』
　（2024年7月、小学館）Amazon

## 連載
- 週刊宝石（光文社、現在は休刊） - コラム
- ducare「レモンさんの“ヒーローパパ”変身術」
- 小学館教育技術.net「ラジオDJ山本シュウの喰らえ!!レモン型教育爆談!」